# Neal Brennan
Neal Brennan (Villanova, 19 de octubre de 1973) es un comediante, escritor, productor, director y presentador de podcasts estadounidense. Es mejor conocido por cocrear y coescribir la serie de Comedy Central Chappelle's Show (2003-2006) con Dave Chappelle y por su especial de comedia stand up de Netflix 3 Mics (2017).

## Primeros años de vida
Brennan nació en Villanova, Pensilvania, el 19 de octubre de 1973, el menor de 10 hijos nacidos en una familia de ascendencia católica irlandesa. Vivió en Villanova hasta los seis años, mudándose con su familia en 1978 a Wilmette, Illinois. Según Brennan, el lado paterno de la familia era divertido, al igual que sus cinco hermanos mayores. Ha dicho que se dio cuenta de que era divertido y le gustaba la comedia alrededor de los 8 o 9 años de edad, y que ya había estado presentando material para sus compañeros de clase en un estilo que emulaba a los comediantes David Brenner, Richard Lewis y Jerry Seinfeld. Vio una gran cantidad de comedia en televisión durante sus años de escuela secundaria y, a menudo, se quedaba despierto hasta tarde para ver Late Night with David Letterman y The Arsenio Hall Show.
El hermano mayor de Brennan, Kevin, se convirtió en comediante y escritor y comenzó a hacer monólogos cuando Brennan todavía estaba en la escuela secundaria. Brennan pasaría los fines de semana asistiendo a las actuaciones de Kevin en The Improv en la ciudad Nueva York, donde conocería a comediantes como Dave Attell, David Juskow, Ray Romano y Mike Royce. Dijo en una entrevista con Independent Film Channel (IFC) que después de ver a su hermano hacer monólogos, se dio cuenta de que era posible ganarse la vida con la comedia. Se mudó a Nueva York para asistir a la escuela de cine en la Universidad de Nueva York, pero la abandonó después de un año. Comenzó como portero en el ahora desaparecido Boston Comedy Club en Greenwich Village, donde conoció al artista frecuente Dave Chappelle. Los dos se hicieron amigos y Brennan solía contarle bromas a Chappelle. Brennan también compartió apartamento con el comediante Jay Mohr mientras vivía en Nueva York.

## Carrera

### Primeros años

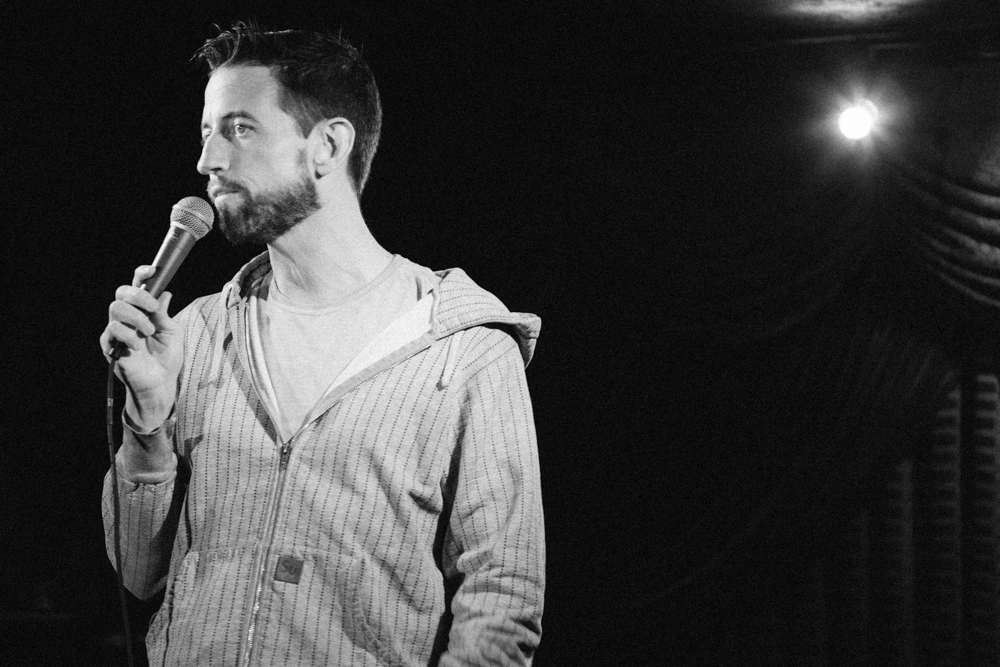
Brennan actuando en abril de 2013.

Después de seis meses de trabajar como portero en el Boston Comedy Club, Brennan actuó por primera vez en stand-up en 1992, a los 18 años. Más tarde contó que «tuvo cero risas» y no volvió a actuar en stand-up durante cinco años. También escribió para la revista The Source en 1992.
A mediados de la década de 1990, Brennan se mudó a Los Ángeles. En 1995, se convirtió en escritor del programa de citas Singled Out, presentado por Jenny McCarthy y Chris Hardwick. A esto le siguieron trabajos de redacción para el programa de juegos Bzzz! en 1996, la comedia de sketches y programa de variedades All That de 1996 a 1997, y la comedia de situación para adolescentes Kenan & Kel en 1997.
En 1997, Brennan y Dave Chappelle colaboraron por primera vez en el guion de la película Medio flipado. La película se estrenó en enero de 1998 y fue protagonizada por Chappelle, Jim Breuer, Harland Williams y Guillermo Díaz. Medio flipado fue un fracaso comercial y recibió críticas principalmente negativas, pero se ha convertido en una película de culto.
En una entrevista de 2006, Brennan se refirió al período de estreno de la película como «probablemente el peor año de mi vida, creativa y personalmente». En una entrevista ese mismo año en Inside the Actors Studio, Chappelle contó cómo él y Brennan perdieron el contacto después del lanzamiento de Medio flipado, diciendo que era «como abandonar la escena de un crimen». 

### Chappelle's Show
Brennan y Chappelle se unieron para cocrear, coescribir y ser coproductores ejecutivos del programa de sketch cómico Chappelle's Show que se estrenó en enero de 2003. Brennan dijo que él y Chappelle leyeron el libro Live from New York: An Uncensored History of Saturday Night Live (2002), de Tom Shales cuando comenzaron a escribir sketches para el programa, y encontraron el libro muy útil. El dúo escribió los sketches del programa con mínima ayuda externa y acordaron nunca divulgar quién fue responsable de escribir qué sketch.
Brennan dirigió algunos sketches en la segunda temporada del programa, incluido el sketch en el que aparece Chappelle como el músico Rick James. Brennan fue nominado a tres premios Emmy en 2004 por su trabajo en el programa como director, escritor y productor. Al final de su segunda temporada, Chappelle's Show era el programa de mayor audiencia de Comedy Central.
Los miembros del grupo musical The Roots trabajaron como directores musicales en la segunda y tercera temporada del programa. Más tarde, Brennan recomendó la banda a Jimmy Fallon como su banda de casa en Late Night with Jimmy Fallon.
A Chappelle's Show le iba bien y Chappelle había firmado un contrato de 50 millones de dólares en 2004 para producir dos temporadas más, pero abandonó abruptamente el programa en abril de 2005, antes del estreno de la tercera temporada del programa. Se fue sin avisar a Brennan ni a otros miembros del equipo del programa. Como resultado, se retrasó el estreno de la tercera temporada; Brennan recopiló los sketches restantes y los emitió en julio de 2006 como los «episodios perdidos».

### The Champs
En 2011, Brennan, el comediante Moshe Kasher y DJ Douggpound (Doug Lussenhop) iniciaron un pódcast llamado The Champs. Kasher dijo sobre el pódcast: «Es Doug lanzando efectos de sonido y ritmos sobre mí y Neal organizando una hora de charla ridícula. Tenemos un invitado negro rotativo, hay un invitado negro diferente cada semana». Los invitados al programa incluyeron al actor y comediante Wayne Brady, Chris Rock, Mario Joyner, Shawn y Marlon Wayans, David Alan Grier, la estrella de cine para adultos Lexington Steele, el rapero Too $hort y el jugador de baloncesto profesional Blake Griffin. En ocasiones, el programa se ha desviado de su formato habitual con invitados como el comediante y actor Bobby Lee, la exactriz porno Sasha Grey, el exjugador de Grandes Ligas de Béisbol José Canseco y el comediante y actor Aziz Ansari. En 2014, The Champs fue nombrado «Mejor Podcast» como parte de la edición «Best of LA» de LA Weekly. El podcast terminó en 2016.

### 3 Mics
En 2015, Brennan desarrolló y presentó un programa de comedia, 3 Mics, en Los Ángeles. Lo trajo a la ciudad de Nueva York en 2016 y se estrenó el 3 de marzo en el Lynn Redgrave Theater. El programa presenta a Brennan alternando entre tres micrófonos; utiliza el primer micrófono para leer frases ingeniosas de fichas, el segundo micrófono para hablar sobre cómo lidiar con la depresión y su relación con su padre, y el tercer micrófono para realizar monólogos tradicionales. En 2017, 3 Mics se lanzó como un especial de comedia original de Netflix.

### How Neal Feel
En 2019, Brennan y su amiga, la actriz Bianca Siavoshy, iniciaron un pódcast llamado How Neal Feel. El dúo ha entrevistado a varios de los amigos personales de Brennan, incluidos Jimmy Carr, Blake Griffin, Adam Levine y Chris Rock en el pódcast semanal que consiste en gran medida en que el dúo habla sobre eventos actuales y sus vidas personales. Las características del programa incluyen Doc Watch, en el que analizan documentales que han visto recientemente; Gon' 'Pologize de Neal, en el que Neal se disculpa por decir algo ofensivo; Dumb Purchase, donde Neal muestra a los espectadores algo que compró frívolamente, y Emails, un segmento en el que los oyentes piden consejos y opiniones a Bianca y Neal.

### Unacceptable
En agosto de 2021, el espectáculo individual de Brennan, Unacceptable, debutó en el Cherry Lane Theater de la ciudad de Nueva York con el aclamado mago, autor y artista Derek DelGaudio como director. Tras el cierre del espectáculo en noviembre de 2021, Brennan anunció que el espectáculo realizaría una gira en 2022. Fue lanzado en Netflix en 2022, titulado Neal Brennan: Blocks.

### Otros trabajos
En 2006, Brennan dirigió y coescribió la película para televisión Totally Awesome. Dirigió la película de 2009 The Goods. En 2011 dirigió una serie de comerciales para los ESPY.
Como actor, Brennan tuvo pequeños papeles en las películas Medio flipado y Get Him to the Greek. También apareció en varios sketches en Chappelle's Show. Brennan también ha escrito material de comedia para la 83.ª edición de los Premios Óscar, así como para el discurso de Seth Meyers en la cena de la Asociación de corresponsales de la Casa Blanca en 2011.
Brennan continúa actuando regularmente en el área de Los Ángeles y a nivel nacional. También apareció en Last Call with Carson Daly, Late Night con Jimmy Fallon, Lopez Tonight y Conan. En 2013, Brennan dirigió 10 episodios de Inside Amy Schumer.
En 2016, se convirtió en escritor habitual y colaborador de The Daily Show como «Neal, el amigo de Trevor».
El 10 de octubre de 2019, apareció en un documental de YouTube de 30 minutos creado por SoulPancake en colaboración con Funny or Die llamado Laughing Matters, en el que una variedad de comediantes hablan sobre salud mental.

## Influencias
Brennan ha dicho que sus influencias en la comedia son Chris Rock, Mort Sahl, Dave Attell, Mike Royce, y David Juskow.

## Vida personal
Brennan se describió a sí mismo como ateo en julio de 2011, pero declaró en noviembre de 2020 que ya no es ateo después de usar ayahuasca varias veces. Brennan es el hermano menor del comediante y presentador de pódcasts Kevin Brennan.

## Filmografía

### Televisión
| Año           | Título                              | Papel                          | Notas                                                |
| ------------- | ----------------------------------- | ------------------------------ | ---------------------------------------------------- |
| 1996          | Singled Out                         | Escritor                       |                                                      |
| 1996-1997     | All That                            | Escritor                       |                                                      |
| 1997          | Kenan & Kel                         | Escritor                       |                                                      |
| 2003-2004     | Chappelle's Show                    | Creador, escritor, director    |                                                      |
| 2006          | Totally Awesome                     | Escritor, director             |                                                      |
| 2012          | The Half Hour                       | Intérprete y escritor          | Episodio: «Neal Brennan»                             |
| 2012          | Attack of the Show!                 | Anfitrión                      |                                                      |
| 2014          | Neal Brennan: Women and Black Dudes | Intérprete, escritor, director |                                                      |
| 2014-presente | The Approval Matrix                 | Anfitrión                      |                                                      |
| 2013          | Inside Amy Schumer                  | Director                       |                                                      |
| 2016-presente | The Daily Show with Trevor Noah     | Él mismo (colaborador)         |                                                      |
| 2017          | Neal Brennan: 3 Mics                | Intérprete, escritor, director | Especial de Netflix                                  |
| 2018          | Comedians in Cars Getting Coffee    | Invitado destacado             | Episodio: «Red Bottom Shoes Equals Fantastic Babies» |
| 2019          | Comedians of the World              | Intérprete y escritor          | Episodio: «Neal Brennan»                             |
| 2019          | Seth Meyers: Lobby Baby             | Director                       | Especial de Netflix                                  |
| 2022          | Neal Brennan: Blocks                | Intérprete, escritor           | Especial de Netflix                                  |

### Película
- Medio flipado, escritor (1998)
- The Goods: Live Hard, Sell Hard, director (2009)
- Get Him to the Greek, actor (2010)
- The Female Brain, escritor, actor (2017)
- The Opening Act, actor (2020)